# Moto 360

Moto 360

Moto 360 là đồng hồ thông minh dựa trên Android Wear công bố bởi Motorola vào 2014. Nó được công bố vào 18 tháng 3 năm 2014 cùng với LG G Watch như các thiết bị khởi động cho Android Wear, một phiên bản tùy chỉnh của Android thiết kế đặc biệt cho đồng hồ thông minh và thiết bị đeo khác.
Moto 360 là thiết bị đeo tay đầu tiên được thiết kế với mặt đồng hồ truyền thống. Hệ thống thông báo sẽ dựa trên công nghệ Google Now, cho phép nó chấp nhận, nhận, tải lên và xử lý các lệnh đưa ra bởi người dùng.
Moto 360 sẽ có sẵn các thiết kế khác nhau trên toàn cầu, bắt đầu tại Mỹ vào mùa hè 2014.